# IC 5031
IC 5031 је спирална галаксија у сазвјежђу Паун која се налази на листи објеката дубоког неба у Индекс каталогу.
Деклинација објекта је - 67° 32' 21" а ректасцензија 20h 45m 20,2s. Привидна величина (магнитуда) објекта IC 5031 износи 12,7 а фотографска магнитуда 13,5. IC 5031 је још познат и под ознакама ESO 74-8A, AM 2040-674, PGC 65314.